# Ácido Aspártico
O ácido aspártico ou o 2-amino-butanóic ou aspartato (forma iônica) apresenta um pka de 2,01 a 0°C, suas constantes de dissociação são: pK1 = 1.92 (COOH); pK2 =3.87 (COOH); pK3 = 9.87 (amino) e o ponto isoeletrico é 2.98.
O ácido aspártico é classificado como aminoácido não essencial, isto quer dizer que em condições fisiológicas normais, os seres vivos são capazes de sintetizar essa molécula. Em mamíferos, o aspartato é produzido a partir do glutamato e oxaloacetato. A enzima responsável por esta reação é a aspartato aminotransferase que, como o nome indica, transfere um grupo amina do glutamato para o oxaloacetato para formar aspartato, o outro produto da reação é o α-cetoglutarato. Este processo ocorre na matriz mitocondrial. 
Esse aminoácido é precurssor de diversas moleculas como proteínas, oligopeptideos, purinas, pirimidinas, ácidos nucleios, entre outras. Além de participar do ciclo da ureia e da gluconeogénese. Atuar  também como neurotransmissor excitatório no cérebro. Alguns estudos relatam que o ácido aspártico pode conferir resistência à fadiga. 
As plantas também são capazes de sintetizar aspartato. Após a fixação de CO2  sob a forma de oxaloacetato, este sofre transaminação com um outro aminoácido, originando aspartato e o α-cetoácido correspondente. Algumas plantas usam o aspartato como transportador de CO2; neste caso, a reação de transaminação inversa ocorre, formando-se oxaloacetato que é depois reduzido a malato (este origina subsequentemente CO2). Em bactérias, o aspartato origina os aminoácidos metionina, treonina e lisina.
No campo industral é utilizado juntamente com a fenilalanina  formando assim o aspartame, um aditivo alimentar que pode substituir o açúcar comum. Adoça cerca de 200 vezes mais do que a sacarose, além de apresentar uma densidade menor.
https://pubchem.ncbi.nlm.nih.gov/compound/L-aspartic_acid#section=Top
https://www.ebah.com.br/content/ABAAAAemUAL/acido-aspartico-fenilalanina